# タカネシギダチョウ属
タカネシギダチョウ属（タカネシギダチョウぞく、Nothocercus）は、鳥綱シギダチョウ目（ダチョウ目とする説もあり）シギダチョウ科に分類される属。

## 分類
以下の分類・英名は、IOC World Bird List(v11.1)および山階（1986）に従う。和名は、山階（1986）に従う。
- Nothocercus bonapartei タカネシギダチョウ Highland tinamou
- Nothocercus julius チャバラシギダチョウ Tawny-breasted tinamou
- Nothocercus nigrocapillus コモンシギダチョウ Hooded tinamou

## 画像

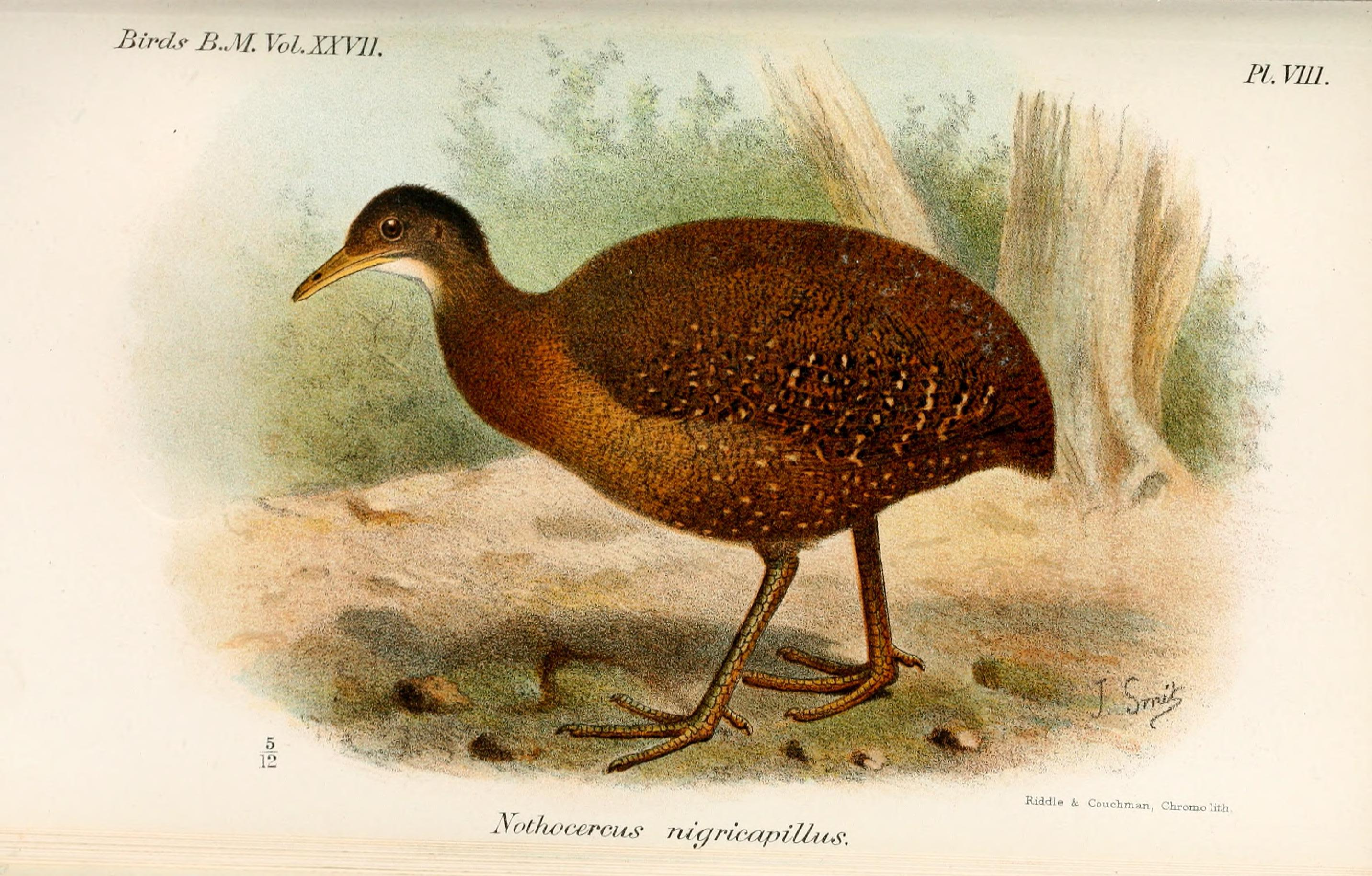
コモンシギダチョウ N. nigrocapillus